# Мина за оловна, сребърна и цинкова руда със система за управление на подземни води в Тарновске Гури
Мина за оловна, сребърна и цинкова руда със система за управление на подземни води в Тарновске Гури (на полски Kopalnia rud ołowiu, srebra i cynku wraz z systemem gospodarowania wodami podziemnymi w Tarnowskich Górach, на английски arnowskie Góry Lead-Silver-Zinc Mine and its Underground Water Management System) – общо наименование на група забележителности, свързани с добива на нежелезни метални руди в периода XVIII - XX век, вписани през 2017 г. в списъка на ЮНЕСКО за световно наследство, разположени в Тарновске Гури и отчасти в Битом (Bytom) и община Зброславице (Zbrosławice) в Силезийско войводство.
Вписването в списъка на ЮНЕСКО е направено на 9 юли 2017 на 41. Сесия на Комитета за световно наследство, състояла се в Краков. Групата включва 28 обекта, сред които са забележителности, вписани в списъка на Паметниците на историята, Европейския път на индустриалното наследство и Пътят на техническите забележителности на Силезийското воеводство, Щолня „Черната пъстърва“ и Историческата сребърна мина, подземни изкопи, галерии, шахти. 

## Кандидатстване за включване в Списъка на ЮНЕСКО
Идеята минните забележителности в Тарновске Гури да бъдат  вписани в Списъка за световно наследство на ЮНЕСКО се появява за пръв път през 2004, след като  Историческата сребърна мина и Щолня „Черната пъстърва“ са включени в Списъка на паметниците на историята. В началото на 2013 Министерство на културата и националното наследство на Полша препоръчва вписването на  Историческата сребърна мина и Щолня „Черната пъстърва“ в Списъка на ЮНЕСКО и изпраща първоначално известие до седалището на ЮНЕСКО в Париж. 
Първоначално заявлението за вписване трябвало да бъде внесено през януари 2015, но поради откриването на неизвестни досега богати архиви в Чехия, Германия и Англия, е решено подаването на заявление да бъде отложено, за да се попълни документацията. 
След осемгодишна подготовка оформянето на заявлението е завършено в началото на 2016. То съдържа около 1000 страници, сред които 300 страници план за управлението на обекта и 170 страници приложения. На 28 януари 2016 заявлението за вписване на тарновскогурските подземни и надземни минни обекти  е подадено официално от представители на полското правителство в парижкото седалище на ЮНЕСКО.През март същата година Центърът за световно наследство дава позитивна оценка на заявлението  и започва анализ на кандидатурата за вписване.  
По време на 40. Сесия на Комитета за световно наследство, провела се в Истанбул, Историческата сребърна мина в Тарновске Гури е един от четирите обекта, включени в представяната в кулоарите изложба  Historic Mines – Art of Nature, Work of People („Исторически мини – Дело на природата, Изкуство на човека”), организирана по повод 40. Годишнина от подписването от страна на Полша  на Конвенцията за опазване на световното културно и природно наследство. Подобна изложба Art of Nature, Work of People е открита и на 30 май 2017 в сградата на европейския парламент в Брюксел.
На 9 юли 2017, Мината за оловна, сребърна и цинкова руда със система за управление на подземни води в Тарновске Гури е вписана в Списъка на ЮНЕСКО под номер 1539.

## След включването в Списъка на световното културно и природно наследство на ЮНЕСКО
През октомври 2017 обектът официалното получава логото на ЮНЕСКО, информиращо за факта, че Мината за оловни, сребърни и цинкови руди със системата за управление на подземни води в Тарновске Гури е вписана в Списъка на световното наследство. Плочата с логото е открита официално на 2 декември 2017 върху сградата на входа на главата на шахта на Историческата сребърна мина, а на 17 април 2018 в Кралския замък във Варшава се провежда церемония по връчването на официалния сертификат, потвърждаващ включването в Списъка.
На 11 ноември 2017 по време на церемония в Двореца в Рибна  авторите на заявлението за вписване на  Мината за оловни, сребърни и цинкови руди със системата за управление на подземни води в Тарновске Гури в Списъка на световното наследство – д-р Катажина Пьотровска, ръководител на  отдел Световно наследство в Националния институт за наследството и Бари Гембъл, британски експерт по ЮНЕСКО, който съдейства за разработване на заявлението – са отличени от кмета на града, Аркадиуш Чех, и председателя на градския съвет, Томаш Олшевски, с титлата Почетни граждани на град Тарновске Гури.
През февруари 2018 тарновскогурският минен комплекс е избран от Полската туристическа организация за „една от десетте национални атракции, които задължително трябва да бъдат видени през тази година” През 2019 Историческата сребърна мина е отличена със Златен сертификат на Полската туристическа организация (т.нар. „туристически Оскар”).
На 25 август 2020 Историческата сребърна мина е посетена от тогавашния  премиер, Матеуш Моравецки.

## Проучване и управление като обект на ЮНЕСКО
Веднага след включването в Списъка на ЮНЕСКО започват обширни археологически проучвания. През 2017 на територията на Градския парк при подготовката на обектите за реставриране са открити очертанията на основите на несъществуваща днес беседка, останки от каменни улеи и стари пътеки. През 2018 в околностите на Парк Куншт започва търсенето на следи от дейността на първата парна машина в Горна Силезия. Проучванията се извършват с помощта на георадар от екип учени от Факултета по науки за земята от Силезийския университет в Катовице. 
През март 2018 управителният съвет на Силезийското войводство предоставя 2,1 милиона полски злоти от субсидията на ЕС за отстраняване на земното пропадане близо до изхода на Дълбоката щолня „Фредерик“ и за поддръжката на т.нар. Порта Гваркув (Brama Gwarków).Реновационните дейности започват през пролетта на следващата година. Отстраняването на земното пропадане приключва до края на 2019, а след прекъсване, наложено от периода за защита на прилепите, в началото на пролетта и лятото на 2020 започва обновяването на Портата Гваркув. Ремонтът приключва през есента на 2020.
В началото на юли 2020 е направена подмяна на лодките за превоз на туристи. Старите лодки са превозили  1 776 497 туристи от 1981 до момента на извеждането си от експлоатация.
По време на т.нар. Индустриада, проведена на 26 септември 2020,  е пусната в експлоатация и новопостроената туристическа база - двуетажно съоръжение, проектирано от Валдемар Мушол, с панорамна тераса с изглед към долината на река Драма, в което се помещават център за туристически услуги, магазин за сувенири, учебна стая и тоалетни, разположени непосредствено до шахта "Силвестър", с която е свързана и стилово, и чрез вида на използваните строителни материали. 

## Маркетинг и представяне
През декември 2017 излиза първият хартиен пътеводител на включените в списъка на ЮНЕСКО забележителности на Тарновске Гури. Негови автори са Збигнев Павлак и Мечислав Филак.  Издаден е на полски, английски и немски език.
През декември 2018 година е открит  интернет магазин и интернет  продажба на билети за Историческата сребърна мина, а по-късно и за Щолня „Черната пъстърва“.
На 1 май 2018 на терена на резервата и в подземията на Историческата сребърна мина се провежда WORK it OUT. Мината участва и в следващите издания на това танцово събитие, проведени през  2019, 2020 и 2021 година.
На 8 май 2018 Историческата сребърна мина е един от домакините на Пускането на машините (Rozruch Maszyn) – тържествено откриване на Индустриада, която през 2018 протича под мотото “Индустрията е жена“. 
В края на септември 2019 на терена на Резервата за парни машини се провежда Празник на парата, първият в Силезийско воеводство фестивал, посветен изцяло на  парната техника. Участие в него вземат 5 хиляди туристи.
Вписването на тарновскогурските забележителности в списъка на ЮНЕСКО  значително увеличава броя на туристите, посещаващи тези обекти. През 2017 година 89 656 туристи са посетили Историческата сребърна мина, което е с 15,4% повече в сравнение с 2016, а  през 2018 Щолнята „Черната пъстърва“ и Историческата сребърна мина са посетени от общо 170 хиляди туристи.